# Mairie de Combeaufontaine
La mairie, justice de paix et école de Combeaufontaine est un hôtel de ville situé à Combeaufontaine, en France.

## Localisation
L'hôtel de ville est situé sur la commune de Combeaufontaine, dans le département français de la Haute-Saône.

## Historique
L'édifice est inscrit au titre des monuments historiques en 2005.